# اسپنیش ولز
اسپنیش ولز (به انگلیسی: Spanish Wells)  یک شهرستان در باهاما است که جمعیت آن در سرشماری سال ۲۰۰۹ میلادی، ۱٬۸۰۵ نفر بوده‌است.